# Jennings-böckerna
Jennings-böckerna är en serie humoristiska pojkböcker av den brittiske författaren Anthony Buckeridge. De utspelas på internatskolan Linbury, och i centrum står Jennings, en i grunden snäll och hygglig skolpojke som har förmågan att alltid ställa till det för sig själv och sin omgivning. Hans bäste vän är den närsynte och timide Darbishire, och till de övriga kamraterna hör Temple, Venables och Atkinson - i typisk engelsk internatskoletradition tilltalar pojkarna varandra med efternamnen och deras förnamn nämns nästan aldrig. Bland lärarna märks den lättretlige Mr. Wilkins, "Wilkie", som oftast tilltalar eleverna med "din lille idiot !" och uttrycker sin frustration med "Jag... jag... Krumpf!", liksom den mer psykologiske och förstående Mr. Carter.
Serien om Jennings består av 25 böcker, av vilka flera är översatta till svenska. Böckerna finns också översatta till franska och norska; i Frankrike kallas Jennings för "Bennett" och i Norge, där böckerna har varit mycket populära och blivit både film och radioteater, heter han "Stompa" - de norska översättningarna är bearbetade så att handlingen försiggår i Norge.